# Vincenzo Leone Sallua
Vincenzo Leone Sallua (Garessio, 24 luglio 1815 – Roma, 21 dicembre 1896) è stato un arcivescovo cattolico italiano.

## Biografia
Appena adolescente si unì ai domenicani del convento di Santa Sabina sull'Aventino, sulle orme di due suoi fratelli. Conclusi gli studi teologici si avviò all'insegnamento presso vari conventi dell'ordine in Romagna, come Lugo ed Imola, stringendo relazioni col cardinale Mastai Ferretti, futuro papa Pio IX.
Già inquisitore a Spoleto, lo zio, anch'egli domenicano, padre Filippo Bertolotti, era commissario generale del Sant'Uffizio quando chiamò Sallua al suo fianco come socio consultore a Roma. Nel 1851 ottenne il titolo di magister sacrae theologiae e fino al 1868 rimase nell'ufficio come primo compagno.
Nel giugno 1870 succedette al domenicano Giacinto de Ferrari come commissario generale del Sant'Uffizio, carica che mantenne fino alla morte.
Il 12 marzo 1877 papa Pio IX lo nominò arcivescovo titolare di Calcedonia. Ricevette la consacrazione episcopale il 22 aprile successivo dal cardinale Filippo Maria Guidi nella basilica di Santa Maria Sopra Minerva, assistito dai vescovi Egidio Mauri e Tommaso Michele Salzano, tutti confratelli domenicani.
Fu eletto arciprete vicario della Basilica Liberiana e papa Leone XIII lo nominò assistente al Soglio Pontificio.

## Genealogia episcopale
La genealogia episcopale è:
- Cardinale Scipione Rebiba
- Cardinale Giulio Antonio Santori
- Cardinale Girolamo Bernerio, O.P.
- Arcivescovo Galeazzo Sanvitale
- Cardinale Ludovico Ludovisi
- Cardinale Luigi Caetani
- Cardinale Ulderico Carpegna
- Cardinale Paluzzo Paluzzi Altieri degli Albertoni
- Papa Benedetto XIII
- Papa Benedetto XIV
- Cardinale Enrico Enriquez
- Arcivescovo Manuel Quintano Bonifaz
- Cardinale Buenaventura Córdoba Espinosa de la Cerda
- Cardinale Giuseppe Maria Doria Pamphilj
- Papa Pio VIII
- Papa Pio IX
- Cardinale Filippo Maria Guidi, O.P.
- Arcivescovo Vincenzo Leone Sallua, O.P.